# Seolwane
Seolwane est une ville du Botswana.